# Xuất bào

Neuron A (transmitting) to neuron B (receiving)
1. Mitochondrion
2. Synaptic vesicle with neurotransmitters
3. Autoreceptor
4. Synapse with neurotransmitter released (serotonin)
5. Postsynaptic receptors activated by neurotransmitter (induction of a postsynaptic potential)
6. Calci channel
7. Exocytosis of a vesicle
8. Recaptured neurotransmitter

Xuất bào dạng vận chuyển các chất (thường có kích thước lớn) ra ngoài tế bào có sự biến dạng của màng tế bào. Trong đó, chất được vận chuyển được chứa trong túi vận chuyển và được chuyển đến màng tế bào, tại màng tế bào, túi vận chuyển dung hợp với màng tế bào và đưa các chất ra bên ngoài.

## Lịch sử
Được đề xuất bởi De Duve năm 1963.